# Velika Gora (żupania zagrzebska)
Velika Gora – wieś w Chorwacji, w żupanii zagrzebskiej, w mieście Sveti Ivan Zelina. W 2011 roku liczyła 82 mieszkańców.